# Omar Visintin
Omar Visintin (ur. 22 października 1989 w Merano) – włoski snowboardzista specjalizujący się w snowcrossie. Srebrny medalista mistrzostw świata.

## Kariera
Po raz pierwszy na arenie międzynarodowej pojawił się 27 listopada 2004 roku we Flattach, gdzie w zawodach Pucharu Europy zajął 88. miejsce. W 2004 roku wystąpił na mistrzostwach świata juniorów w Nagano, gdzie wywalczył złoty medal. Jeszcze dwukrotnie startował w zawodach tego cyklu, jednak plasował się poza czołową dziesiątką. W zawodach Pucharu Świata zadebiutował 13 marca 2008 roku w Valmalenco, zajmując 34. miejsce. Pierwsze pucharowe punkty wywalczył 7 grudnia 2010 roku w Lech, gdzie był dziesiąty. Na podium zawodów tego cyklu po raz pierwszy stanął 7 grudnia 2012 roku w Montafon, wygrywając rywalizację w snowcrossie. W zawodach tych wyprzedził Austriaka Markusa Schairera i Nicka Baumgartnera z USA. Najlepsze wyniki osiągnął w sezonie 2013/2014, kiedy to zwyciężył w klasyfikacji generalnej snowcrossu. Ponadto był w niej drugi w sezonie 2016/2017 i 2018/2019 oraz trzeci w sezonie 2012/2013 i 2019/2020. W 2014 roku wystąpił na igrzyskach olimpijskich w Soczi, gdzie był dwunasty. Zajął też między innymi dziewiątą pozycję podczas mistrzostw świata w Sierra Nevada w 2017 roku. W 2019 roku na mistrzostwach świata w Solitude, wraz z rodaczką Michelą Moioli, wywalczył srebrny medal w snowcrossie drużynowym. Na tych samych mistrzostwach indywidualnie zajął 18. pozycję.

## Osiągnięcia

### Igrzyska olimpijskie
| Miejsce | Dzień     | Rok  | Miejscowość | Konkurencja              | Zwycięzca           |
| ------- | --------- | ---- | ----------- | ------------------------ | ------------------- |
| 12.     | 18 lutego | 2014 | Soczi       | Snowboardcross           | Pierre Vaultier     |
| 25.     | 15 lutego | 2018 | Pjongczang  | Snowboardcross           | Pierre Vaultier     |
| 3.      | 10 lutego | 2022 | Pekin       | Snowboardcross           | Alessandro Hämmerle |
| 2.      | 12 lutego | 2022 | Pekin       | Snowboardcross drużynowy | Stany Zjednoczone   |

### Mistrzostwa świata
| Miejsce | Dzień       | Rok  | Miejscowość   | Konkurencja              | Zwycięzca         |
| ------- | ----------- | ---- | ------------- | ------------------------ | ----------------- |
| 25.     | 18 stycznia | 2011 | La Molina     | Snowboardcross           | Alex Pullin       |
| 22.     | 26 stycznia | 2013 | Stoneham      | Snowboardcross           | Alex Pullin       |
| 29.     | 16 stycznia | 2015 | Kreischberg   | Snowboardcross           | Luca Matteotti    |
| 9.      | 12 marca    | 2017 | Sierra Nevada | Snowboardcross           | Pierre Vaultier   |
| 10.     | 13 marca    | 2017 | Sierra Nevada | Snowboardcross drużynowy | Stany Zjednoczone |
| 18.     | 1 lutego    | 2019 | Solitude      | Snowboardcross           | Mick Dierdorff    |
| 2.      | 3 lutego    | 2019 | Solitude      | Snowboardcross drużynowy | Stany Zjednoczone |
| 20.     | 11 lutego   | 2021 | Idre Fjäll    | Snowboardcross           | Lucas Eguibar     |
| 6.      | 12 lutego   | 2021 | Idre Fjäll    | Snowboardcross drużynowy | Australia         |
| 3.      | 1 marca     | 2023 | Bakuriani     | Snowcross                | Jakob Dusek       |

### Puchar Świata

#### Miejsca w klasyfikacji snowboardcrossu
- sezon 2008/2009: 85.
- sezon 2009/2010: 75.
- sezon 2010/2011: 20.
- sezon 2011/2012: 22.
- sezon 2012/2013: 3.
- sezon 2013/2014: 1.
- sezon 2014/2015: 9.
- sezon 2015/2016: 10.
- sezon 2016/2017: 2.
- sezon 2017/2018: 5.
- sezon 2018/2019: 2.
- sezon 2019/2020: 3.
- sezon 2020/2021: 7.

#### Zwycięstwa w Pucharze Świata
1. Montafon – 7 grudnia 2012 (snowcross)
2. Vallnord-Arinsal – 12 stycznia 2014 (snowcross)
3. Cervinia – 22 grudnia 2017 (snowcross)
4. Erzurum – 20 stycznia 2018 (snowcross)
5. Big White – 25 stycznia 2020 (snowcross)
6. Bakuriani – 5 marca 2021 (snowcross)

#### Pozostałe miejsca na podium w PŚ
1. Sierra Nevada – 21 marca 2013 (snowcross) – 3. miejsce
2. Montafon – 7 grudnia 2013 (snowcross) – 2. miejsce
3. Vallnord-Arinsal – 11 stycznia 2014 (snowcross) – 3. miejsce
4. Montafon – 16 grudnia 2016 (snowcross) – 2. miejsce
5. Solitude – 21 stycznia 2017 (snowcross) – 2. miejsce
6. Feldberg – 11 lutego 2017 (snowcross) – 3. miejsce
7. Moskwa – 10 marca 2018 (snowcross) – 3. miejsce
8. Cervinia – 21 grudnia 2018 (snowcross) – 2. miejsce
9. Montafon – 13 grudnia 2019 (snowcross) – 3. miejsce
10. Veysonnaz – 13 marca 2020 (snowcross) – 2. miejsce
11. Secret Garden – 28 listopada 2021 (snowcross) – 2. miejsce